# Gabrielle Wittkop
Gabrielle Wittkop, född 27 maj 1920 i Nantes, död 22 december 2002 i Frankfurt am Main, var en fransk författare bosatt i Tyskland. Hon debuterade sent i livet, vid dryga 50 års ålder, efter att ha arbetat som översättare från tyska till franska och vice versa. Hennes mest kända böcker är debutromanen Nekrofilen (Le Nécrophile, 1972) och den postumt utgivna Barnahandlerskan (La Marchande d'enfants, 2003), båda utgivna på Vertigo förlag i Sverige.
Under andra världskriget var hon gift med den fyrtio år äldre homosexuelle tyske desertören Justus Wittkop, som hon gömde undan nazisterna. Gabrielle beskrev sig som bisexuell, misogyn och barnhatare. En av hennes stora förebilder var markis de Sade, som hon upptäckte i sin fars bibliotek vid 13 års ålder, och hans inflytande går att spåra i alla hennes böcker. Hon sade sig vilja dö som hon levat: "som en fri man".  Hennes böcker handlar om erotisk besatthet till dödens gräns och en oböjlig frihetslängtan utan hänsyn.

## Fotnoter
1. 1 2  Babelio, Babelio författar-ID: 114177, läst: 9 oktober 2017.[källa från Wikidata]
2. ↑  Gemeinsame Normdatei, läst: 15 december 2014.[källa från Wikidata]
3. ↑  Gemeinsame Normdatei, läst: 31 december 2014.[källa från Wikidata]
4. ↑  James Kirkup (27 december 2002). ”Obituary: Gabrielle Wittkop” (på engelska). The Independent. https://www.independent.co.uk/news/obituaries/gabrielle-wittkop-137419.html. Läst 16 juni 2008.